# Музей Флорентійського собору
Музей Флорентійського собору, точніше  Музей створення Флорентійського собору  (італ. Museo dell'Opera di Santa Maria del Fiore) — музей в історичній споруді біля апсиди собору, спеціалізований на історії побудови головного храму Флоренції та на збереженні оригіналів його декору.

## Передмова
Законна гордість флорентійців вподовж декількох століть — головний храм міста. Флоренція йшла в авангарді нового мистецтва, починаючи з XIст. і закінчуючи століттям XVI. Флоренція опинилась в своєрідному фокусі економічного, політичного та культурного життя Італії. Мистецтво, його повсякчасний розвиток і підтримка посідали головне місце в громадському житті міста. Всі лідери міста опікувались проблемами будівництва захисних і суспільно значущих споруд, церков, головного собору міста. Головний собор міста став його уособленням і головним осередком активного міського життя. Його зведення — справа престижу і честі, на його спорудження витрачають астрономічно великі кошти, запрошують найталановитіших архітекторів і майстрів-декораторів.
Середньовічна в основі споруда постійно перероблялась, добудовувалась або для неї робили новий декор. Нібито готична споруда собору увібрала в себе таку завелику кількість проєктних рішень, що мимоволі стала конгломератом творчих здобутків, боротьби престижів і авторитетів, політичних спекуляцій, демонстрацією патріотизма  і енциклопедією декількох стилів. Водночас споруда собору стала прикладом надзвичайного довгобуду, притаманного кожній завеликій архітектурній споруді середньовіччя.
Комплекс соборних споруд включав сам собор, дзвіницю, баптистерій (покажчик давнини святилища, коли вважали, що нехрещені ще не мали права стояти у храмі разом із громадою, що пройшла церемонію хрещення.)

## Споруда музею

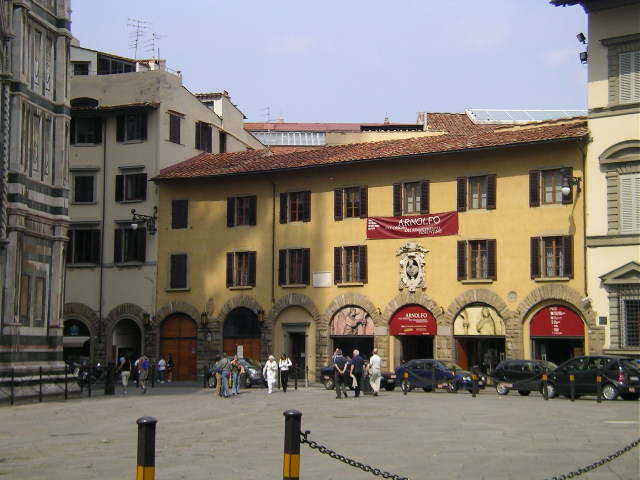
Теперішній фасад середньовічної споруди 13 ст., де облаштовано музей побудови собору. Ліворуч — апсида флорентійського собору.

Усвідомлення, що розпочато грандіозний проєкт, було вже в 13 столітті в очільників Флорентійської республіки. Для будівельного керівництва неподалік апсиди собору 8 вересня 1296 року було засновано кам'яницю, призначену для робочих нарад, розгляду проєктів, згодом майстерень  для архітекторів, інженерів і ремісників-виконавців.
Кам'яницю з часом збільшили декількома прибудовами різної висоти, прихованими зараз за простим фасадом з аркадою по першому поверху. Вже в роки праці Брунеллескі та Донателло в приміщенні облаштували для них майстерні. 
Для декорування фасадів собору було проведено декілька конкурсів. Надзвичайно тривалий процес декорування закінчився тільки у другій половині XIX ст. Був проведений (третій) конкурс 1865 року. В ньому брали участь десять архітекторів другого (попереднього )конкурсу і двадцять дев'ять конкурсантів нових. Загальна кількість поданих проєктів сягала сорока п'яти. Полеміка розтяглась ще на два роки. Нарешті Ваккані, Антонеллі та Мейтас оголосили, що перемогу отримав проєкт Еміліо де Фабріса в стилістиці італійської неоготики, незважаючи на продовження критики і невдоволення. 1870 року проєкт Еміліо де Фабріса було затверджено, а сам де Фабріс названий в документах як «Архітектор фасаду Санта-Марія-дель-Фйоре».
Роботи по створенню фасаду розпочалися лише 1876 року.
Третього травня 1891 року у колишньому приміщенні кам'яниці для керівництва розбудови собору і було відкрито музей.

## Фонди і експонати

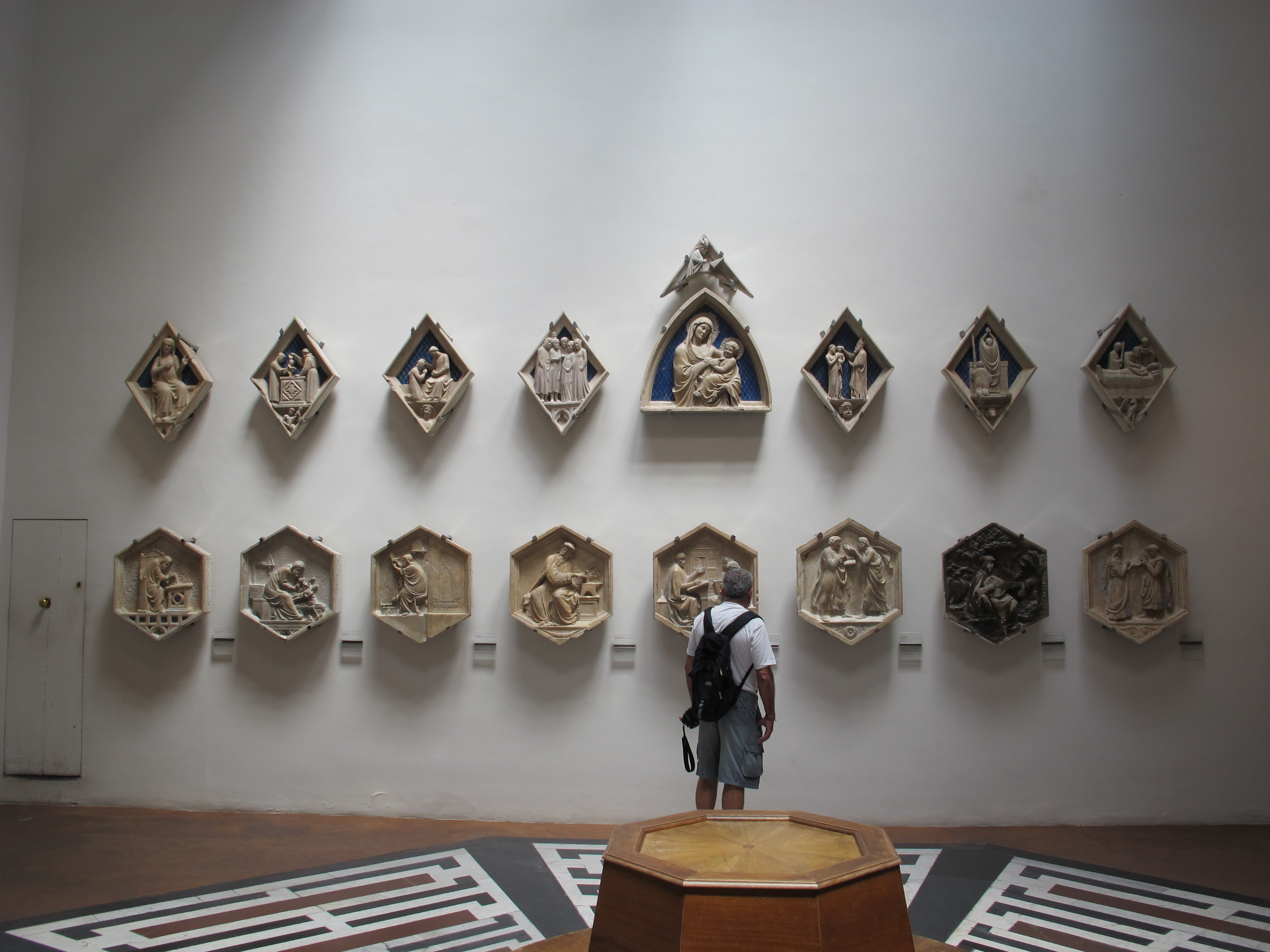
Оригінали скульптурного декору з дзвіниці собору.

Кожний собор має приміщення для зберігання коштовного посуду, священицького одягу тощо. Мав таке приміщення і Флорентійський собор. В ньому осідали ювелірні вироби, зразки коштовного текстилю — вони й були першими експонатами музею.
Кількість переданих артефактів постійно збільшувалась. Сюди передавали рештки і знахідки з археологічних розкопок, серед них доби етрусків і стародавніх римлян.

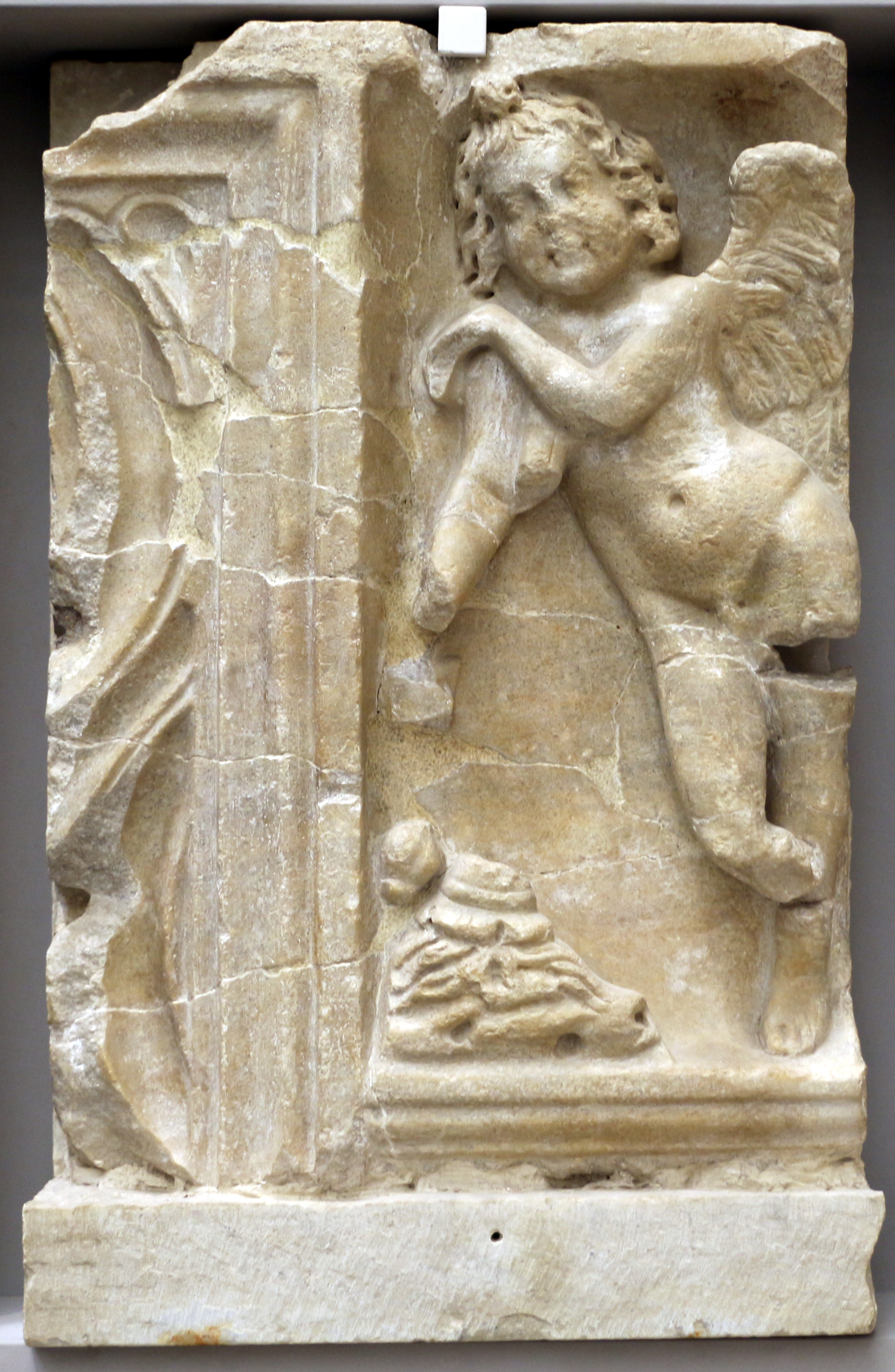
Уламок давньоримського саркофага 3 ст. н.е.
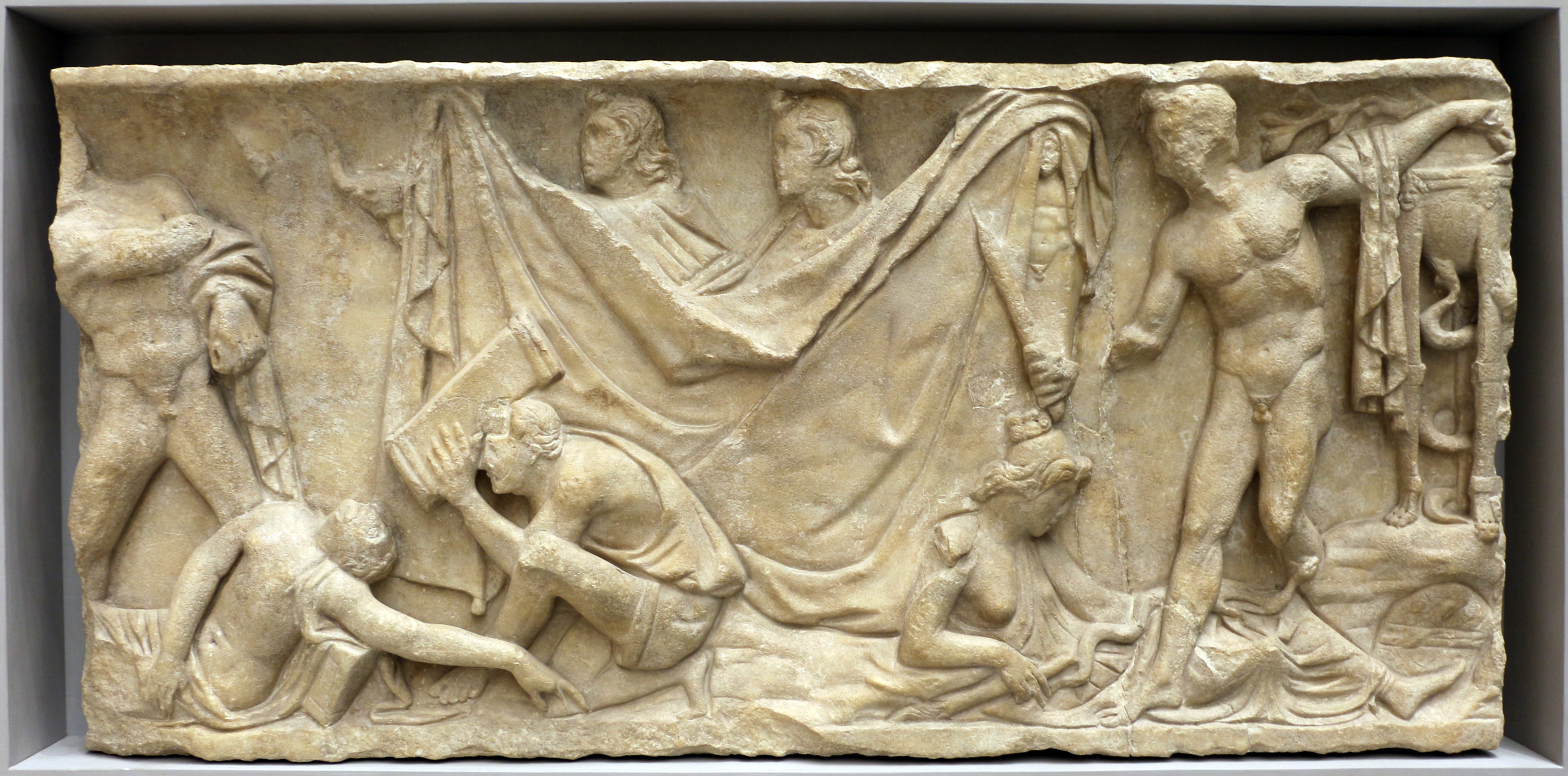
Уламок давньоримського саркофага 3 ст. н.е. з міфологічною сценою
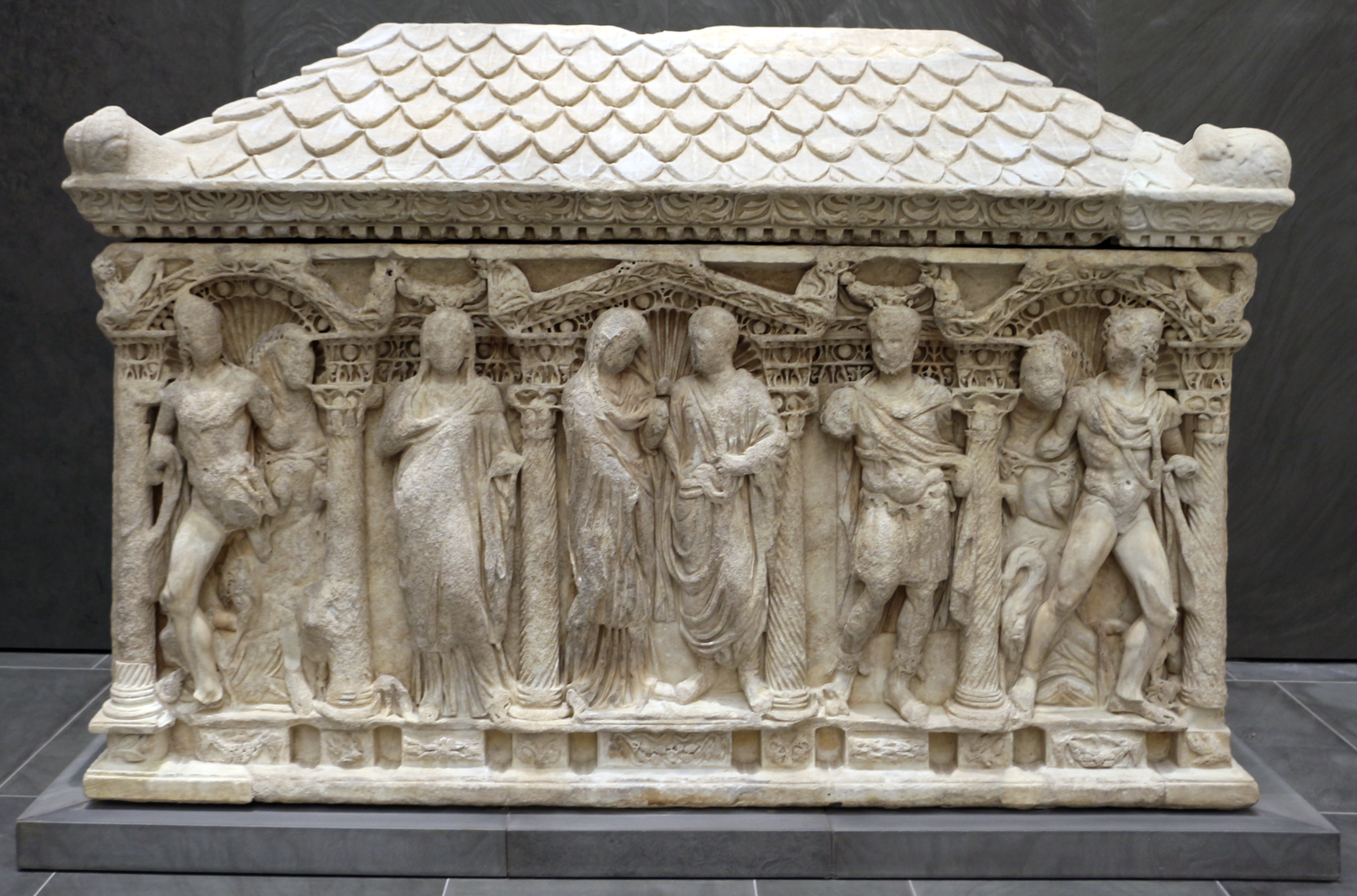
Саркофаг 2 ст.н.е.
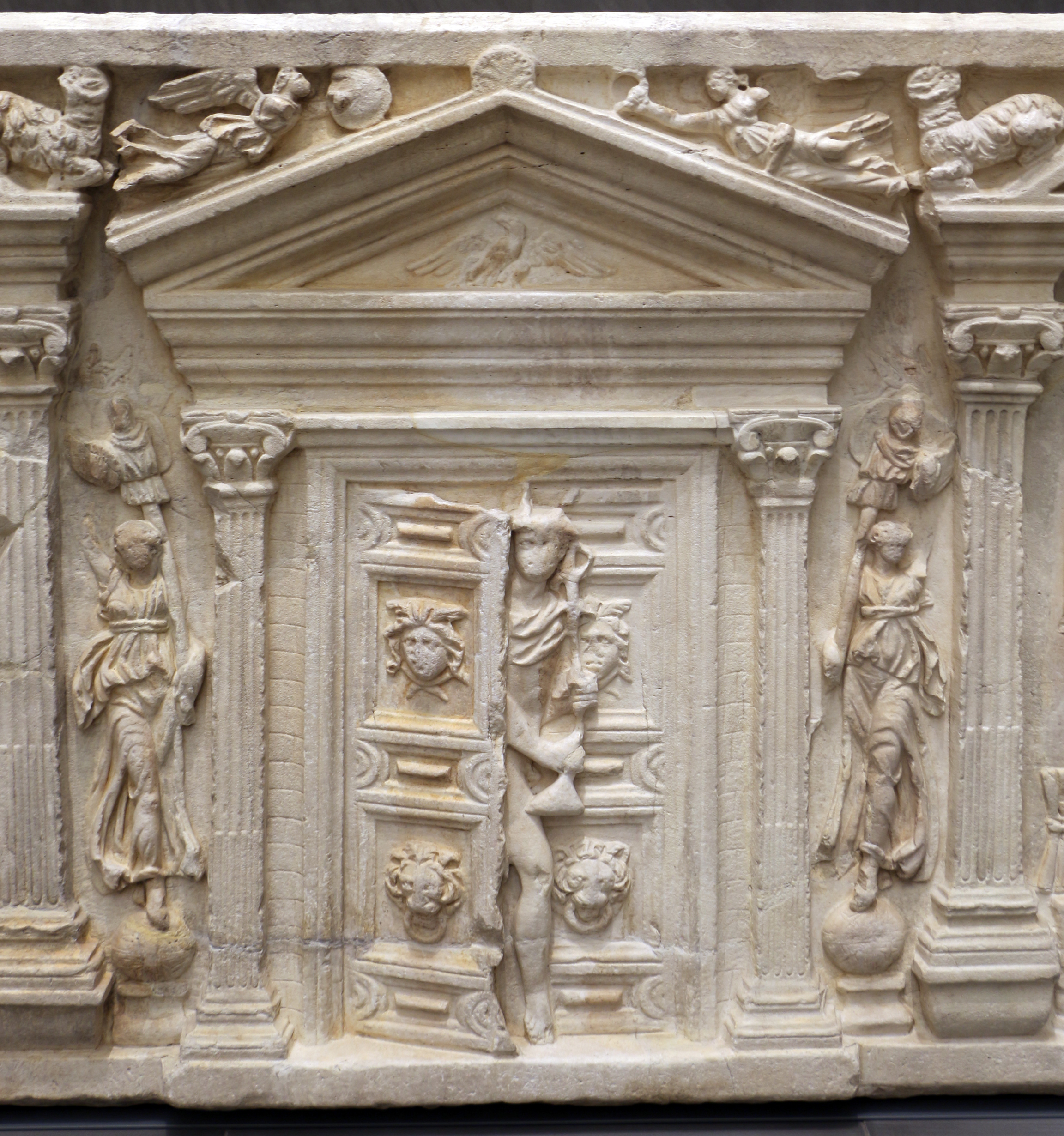
Саркофаг з порталом і фігурою Меркурія

Від доби середньовіччя сюди потрапили «Мадонна з немовлям на троні»(«Мадонна Скляні Очі»), портретна скульптура папи римського Боніфація  VIII, обидві створені на зламі 13-14 ст. архітектором і скульптором  Арнольфо ді Камбіо.
Досить багатим став розділ доби Відродження, коли над декоруванням собору попрацювали Донателло, Лоренцо Гіберті, Лука дела Роббіа. Сюди перейшов і срібний вівтар зі сценами життя Івана Хрестителя, над котрим попрацювали Полайоло, Кенінні, Мікелоццо та Андреа дель Вероккйо.
В XX столітті комплекс споруд собору пройшов кілька реставрацію. У музей собору почали передавати оригінали скульптур і рештки колишнього декору, заміняючи їх у соборі на копії. Сюди перейшли зразки скульптурного декору роботи Джотто, Андреа Пізано, Луки делла Роббіа, невідомих майстрів-декораторів.
Окремі відділи — матеріальні залишки численних конкурсів, проєкти на папері, малюнки і архітектурні моделі з деревини.

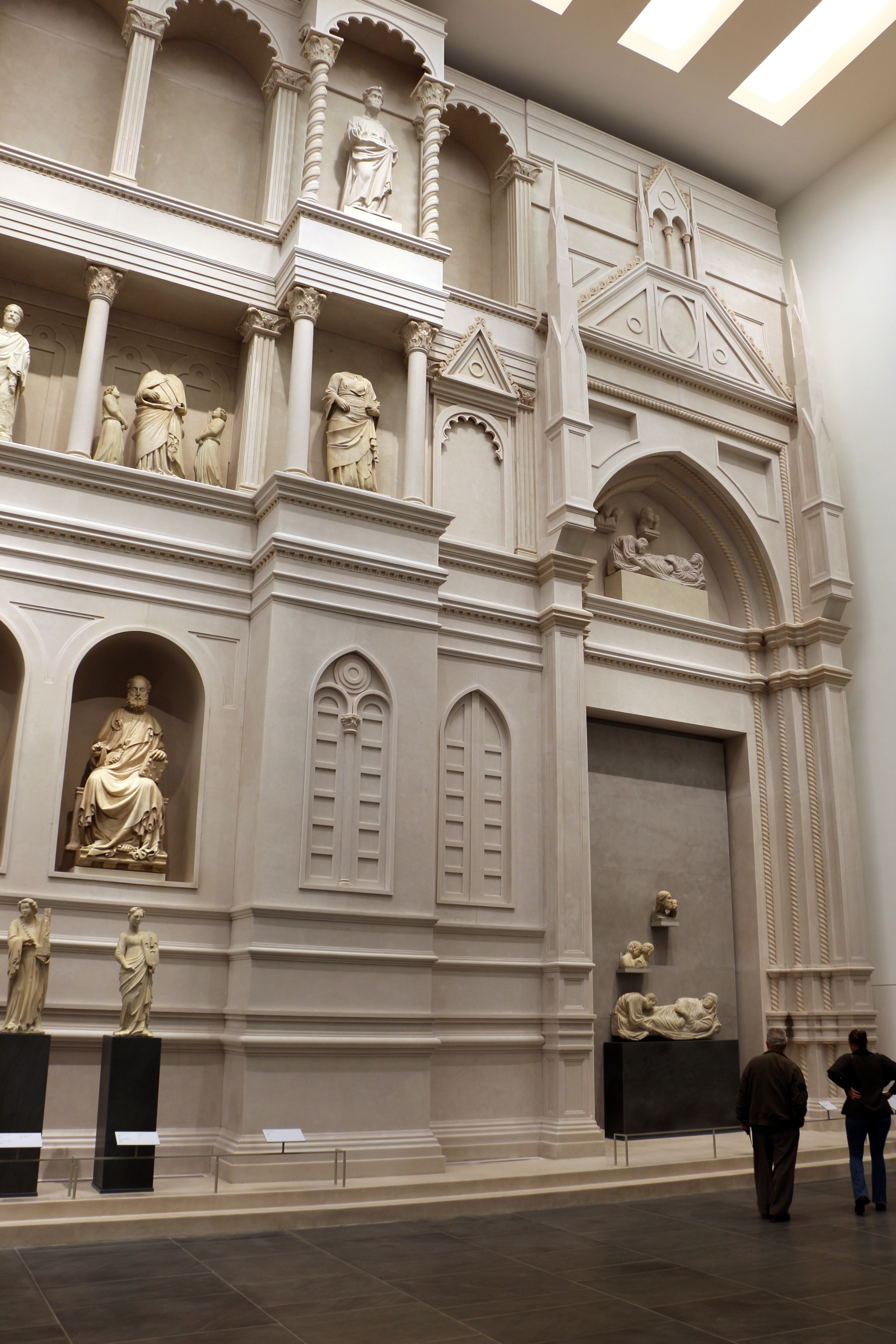
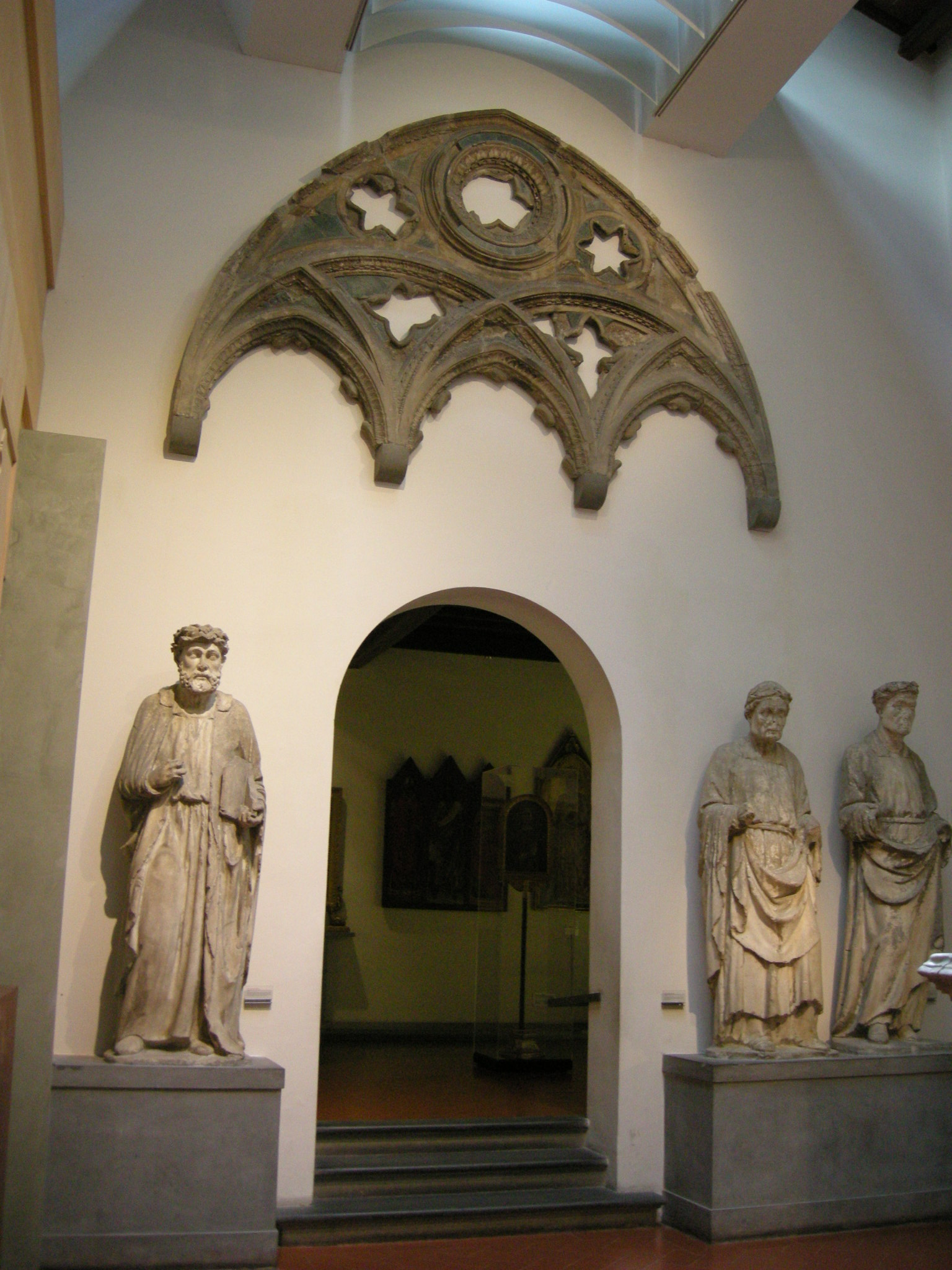
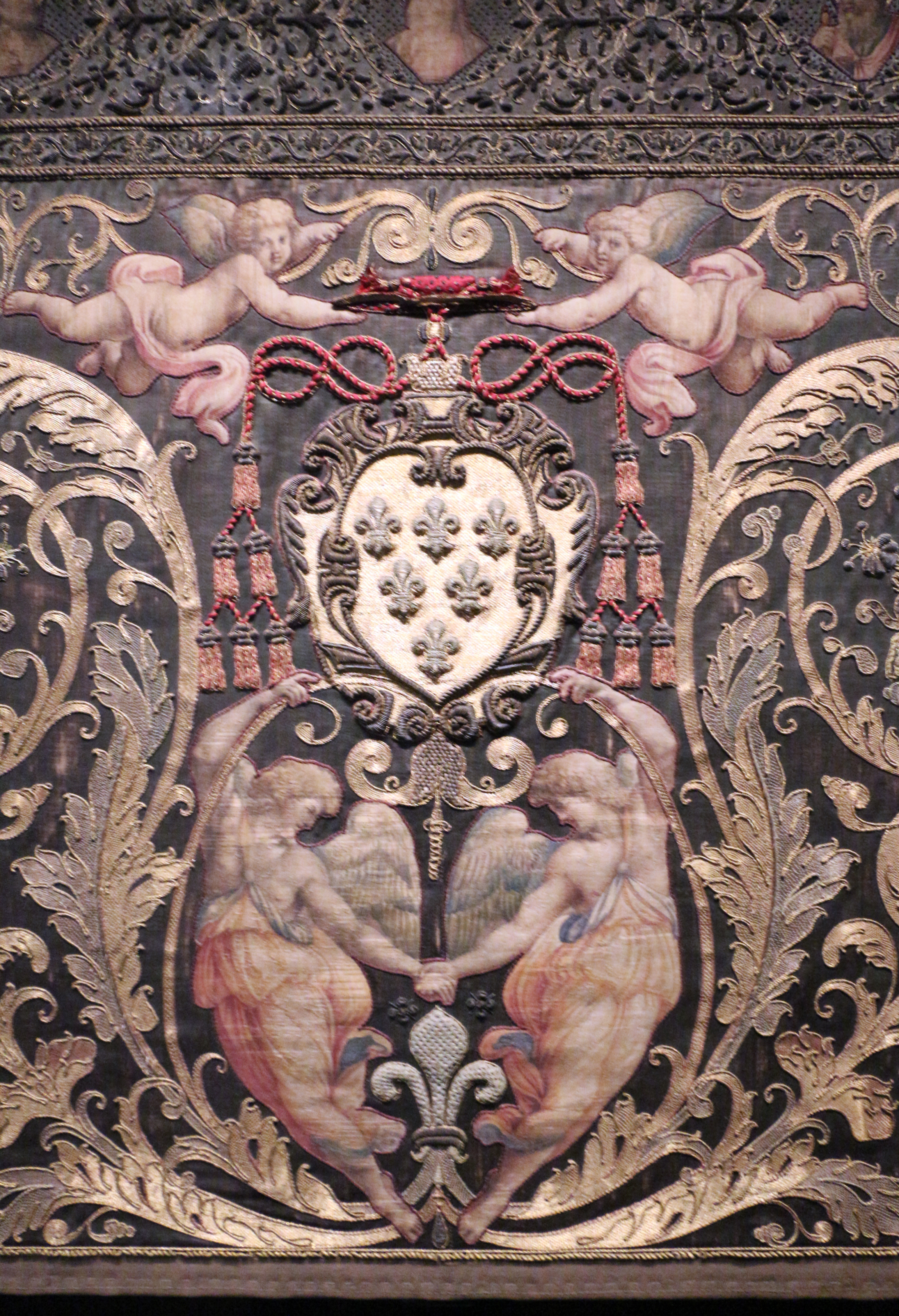
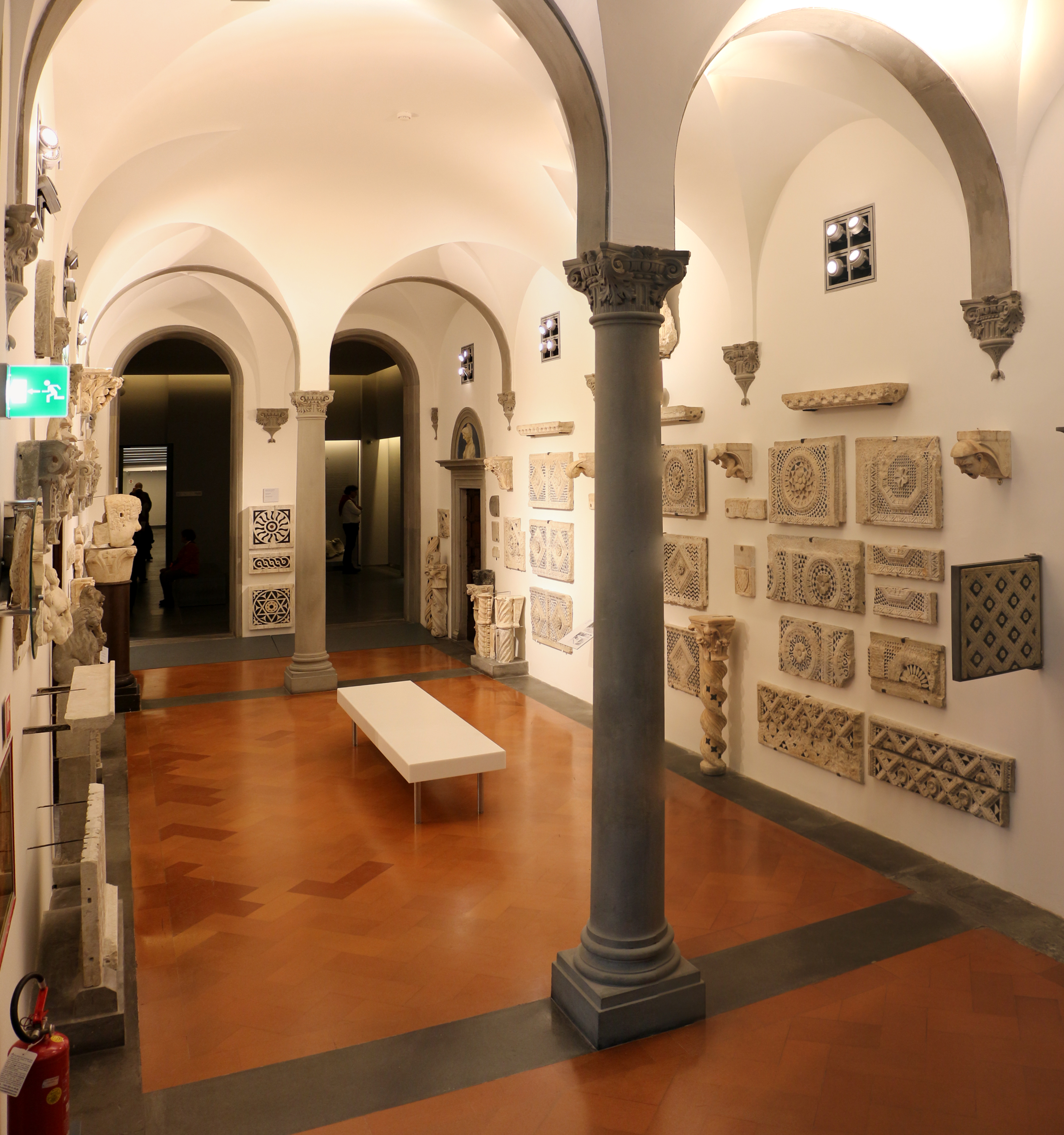

## Нова експозиція від 2015 р.

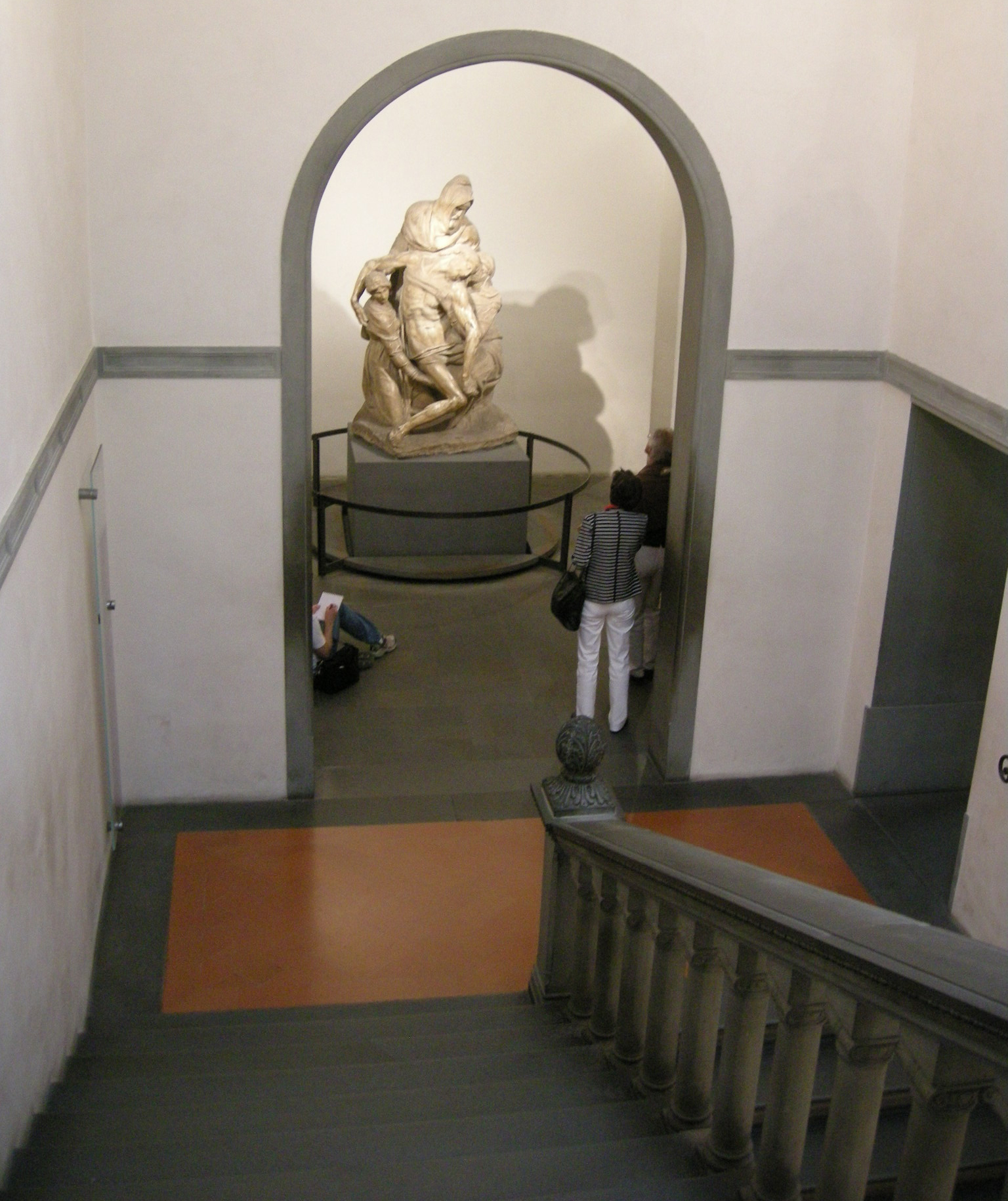
Мікеланджело Буонарроті. «П'єта Бандіні», фото 2009 року.

Нові вимоги для музейних експозицій спонукали до реконструкції музею і переробки експозицій на початку XXI століття. Проєкт створив Тімоті Вердон. Інтер'єри музею були перероблені у монотонно-аскетичній стилістиці, що підкреслила філігранне декорування численних ювелірних виробів, творів старовинного живопису, давньоримських рельєфів, уламків середньовічного декору, великої кількості архітектурних деталей та скульптури доби середньовіччя і італійського відродження. Серед експонатів — і уславлена скульптура «Оплакування Христа» роботи Мікеланджело Буонарроті. 
Музей створення Флорентійського собору відкритий після реконструкції 29 жовтня 2015 року.

## Галерея обраних фото

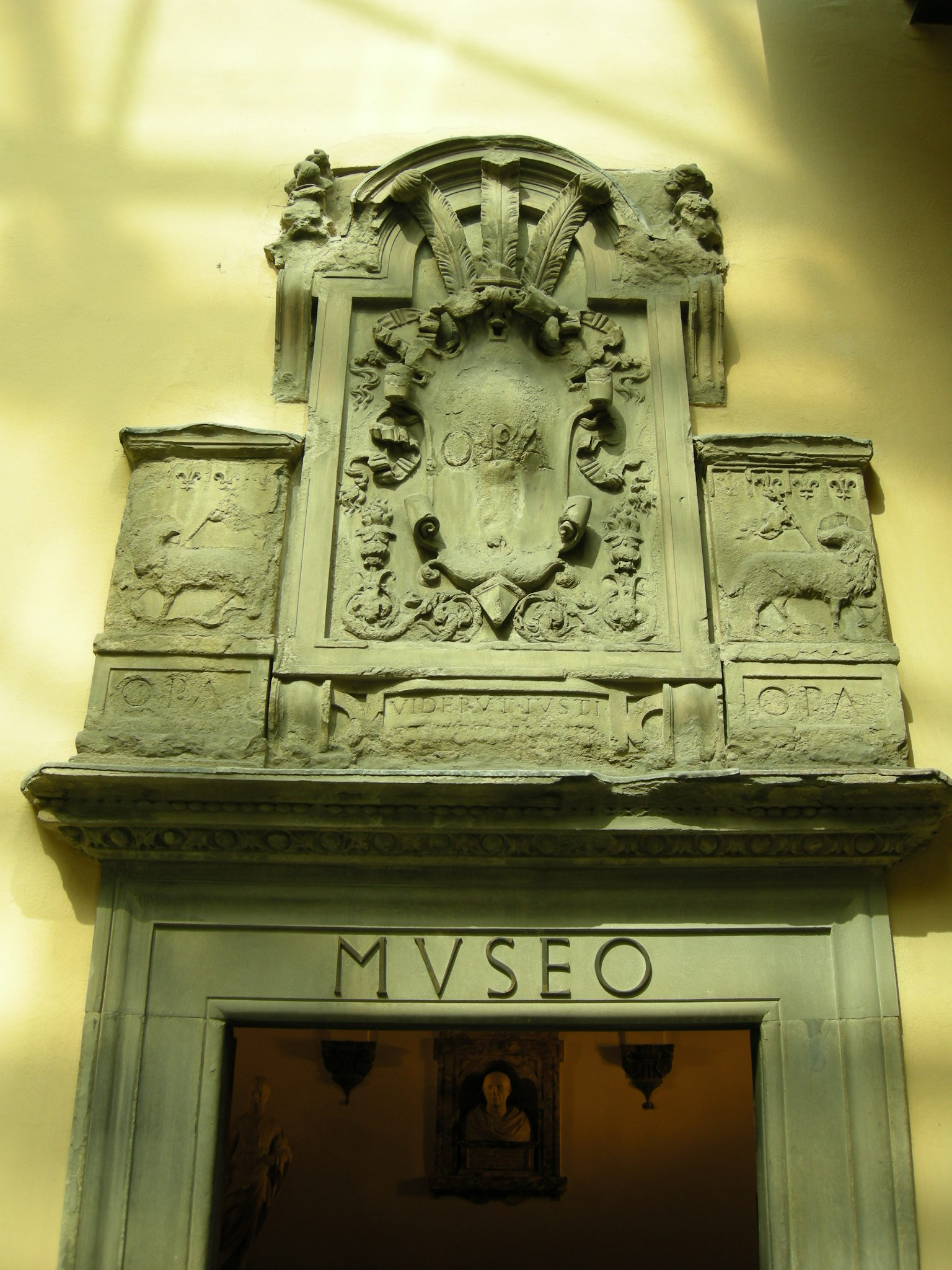
Портал музею

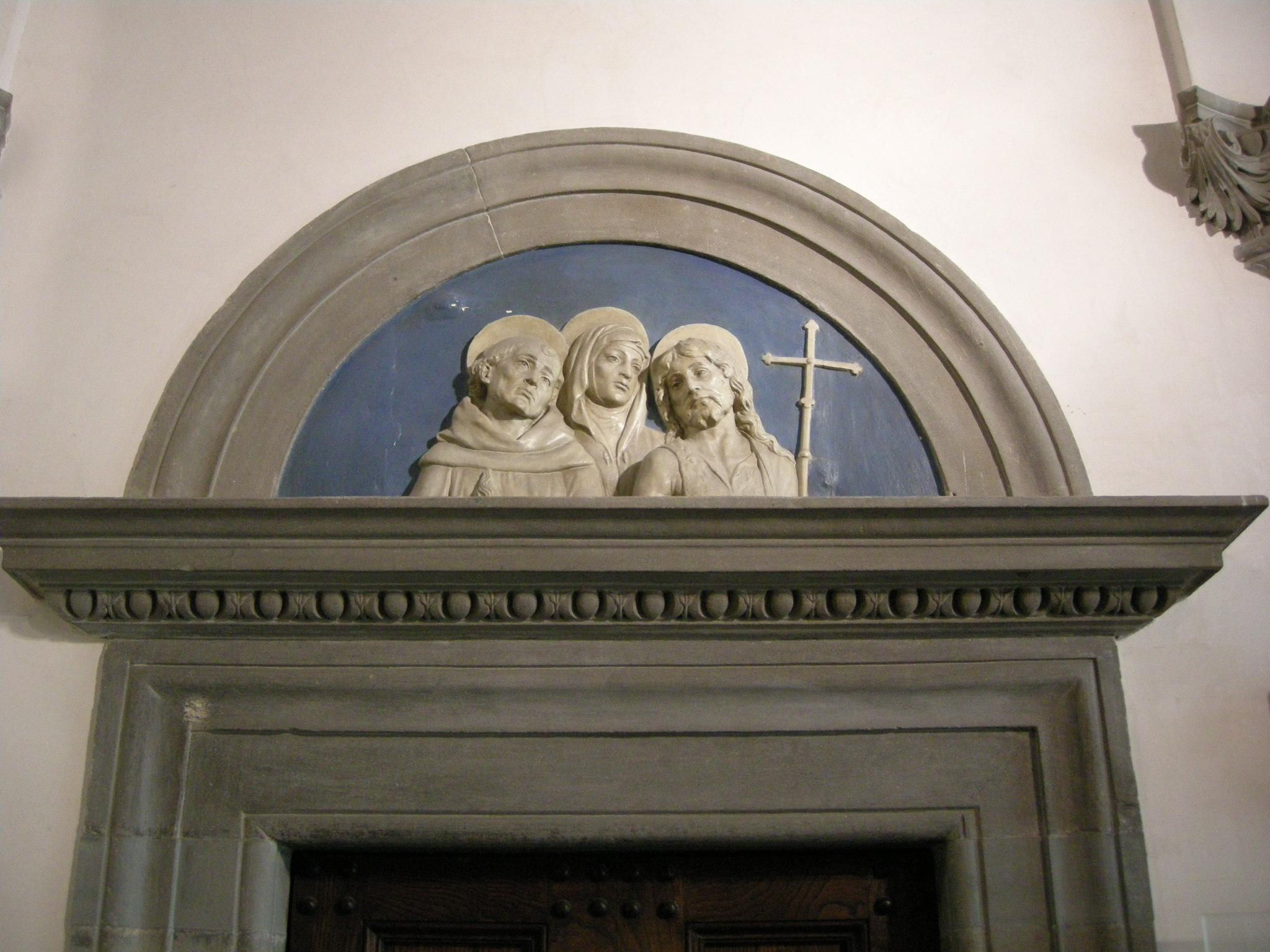
Люнет порталу лапідарія
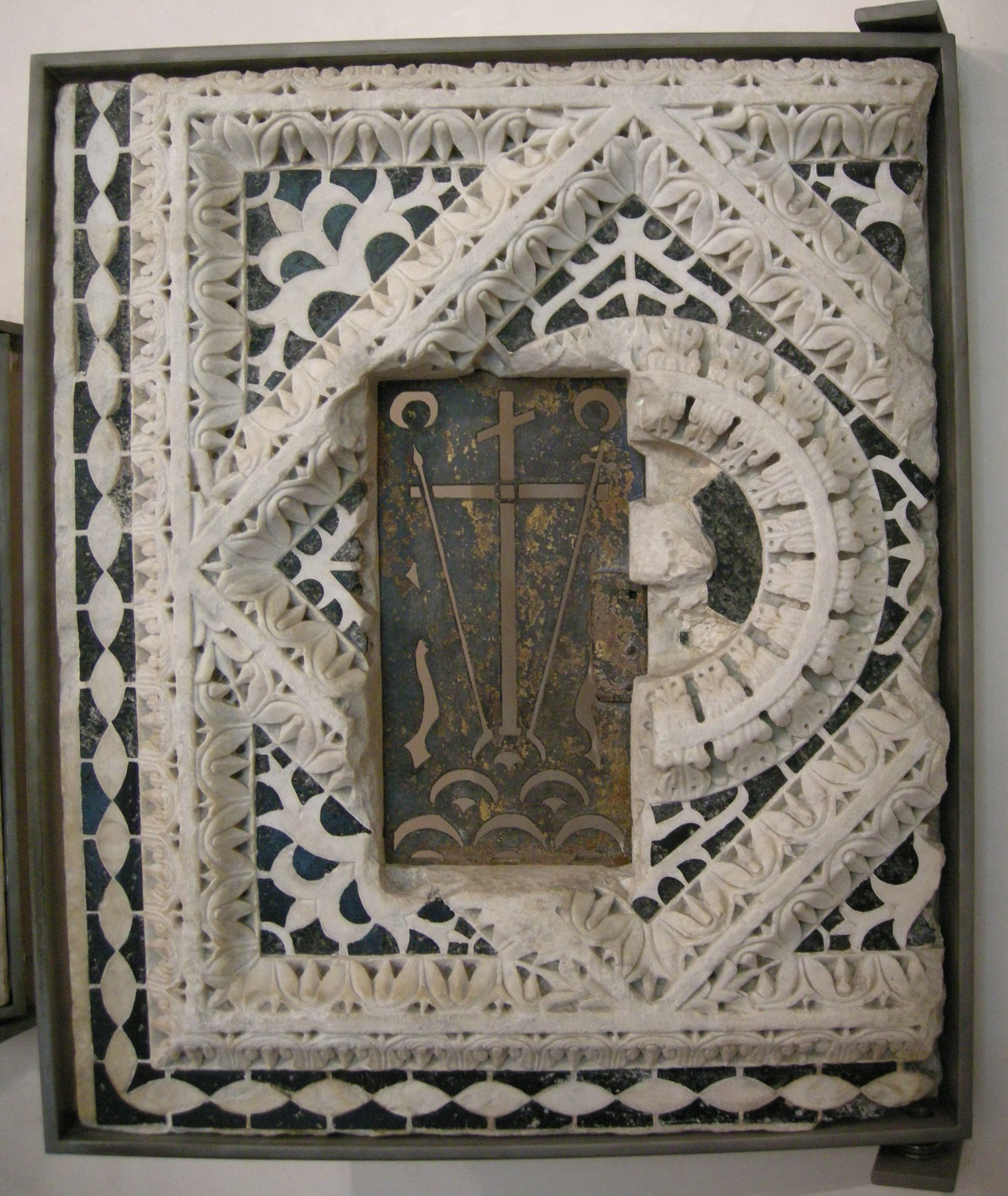
Уламок колишнього мармурового декору з баптистерію собору
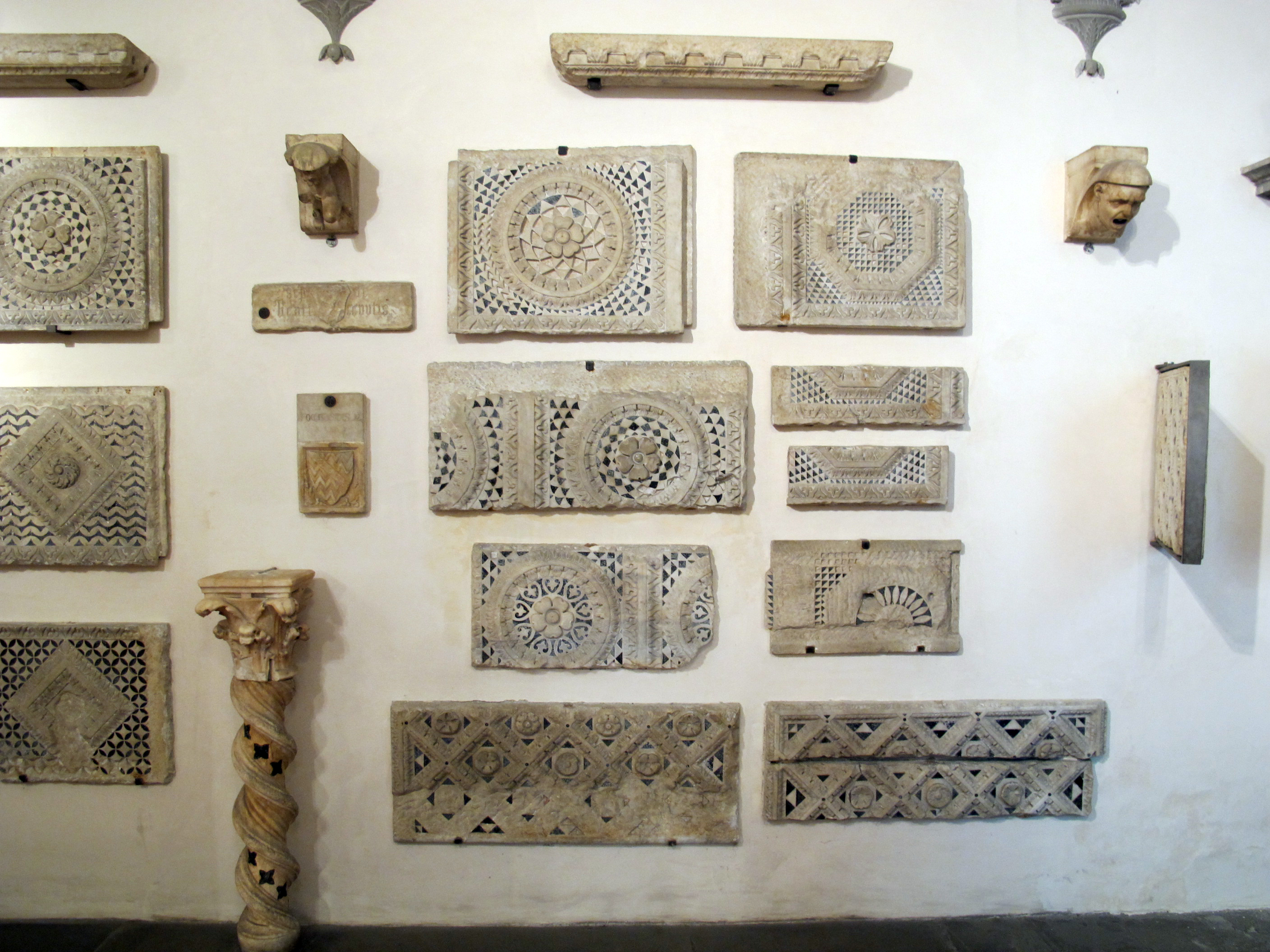
Експозиція решток колишнього декору
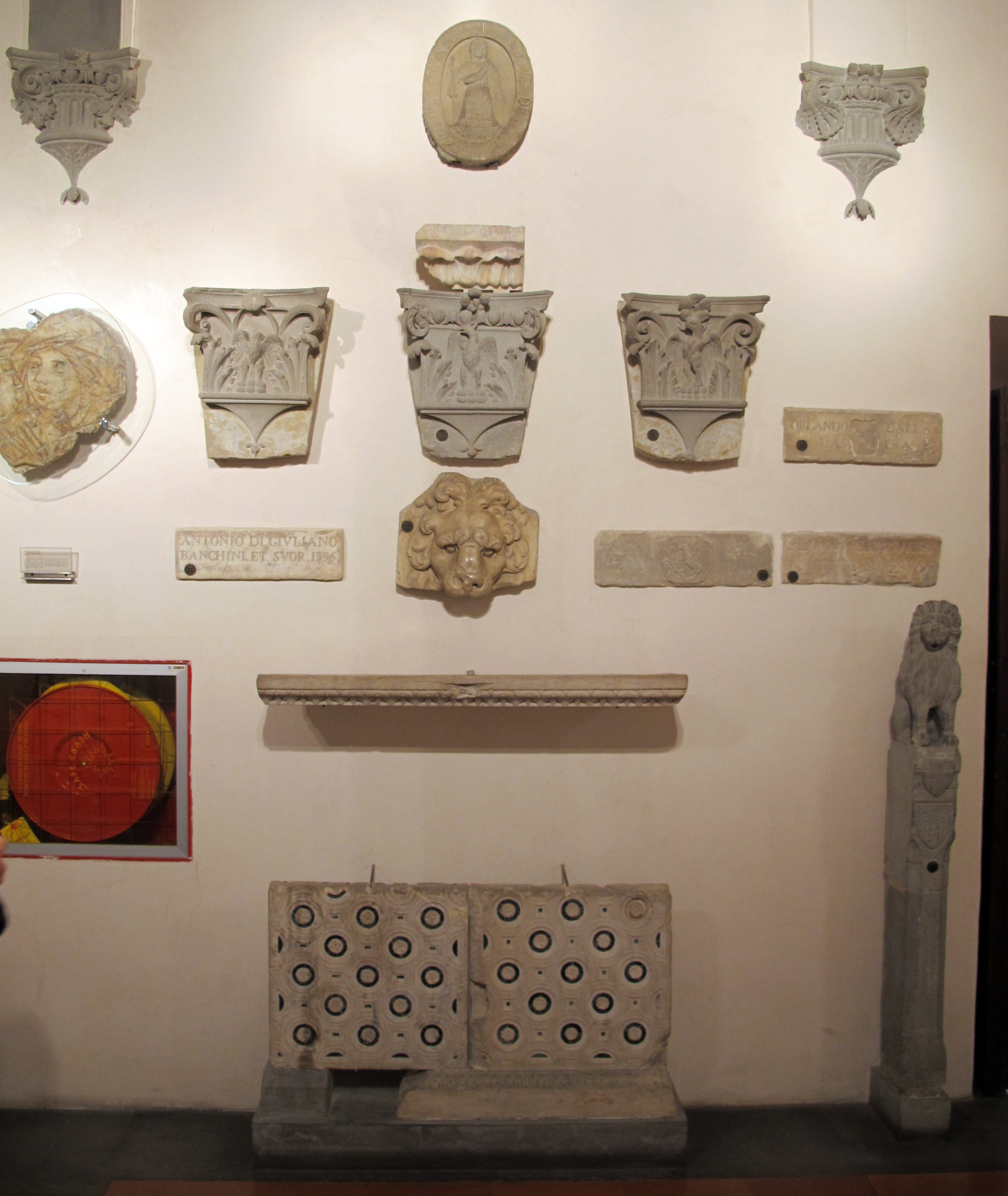
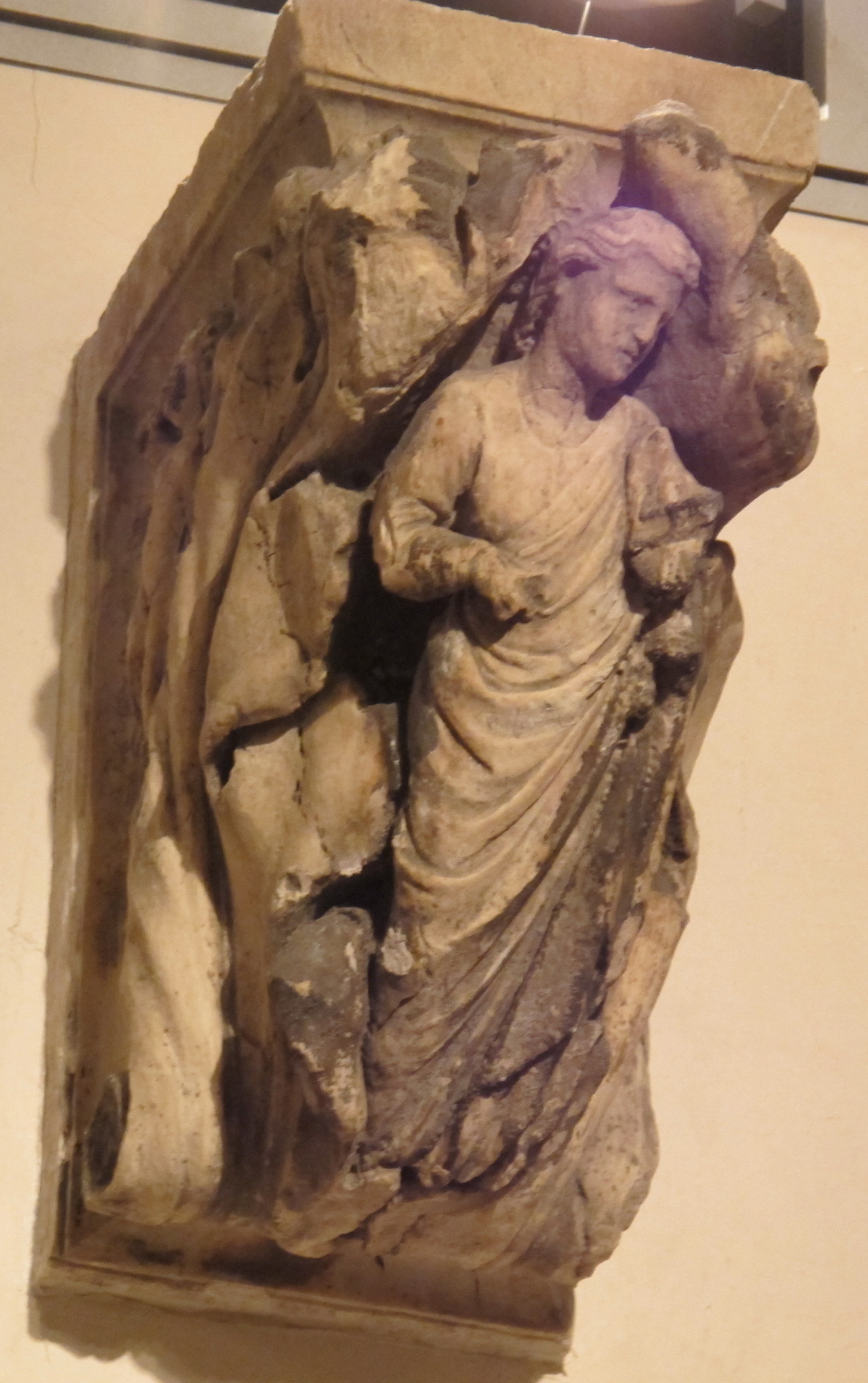
Мармурова консоль
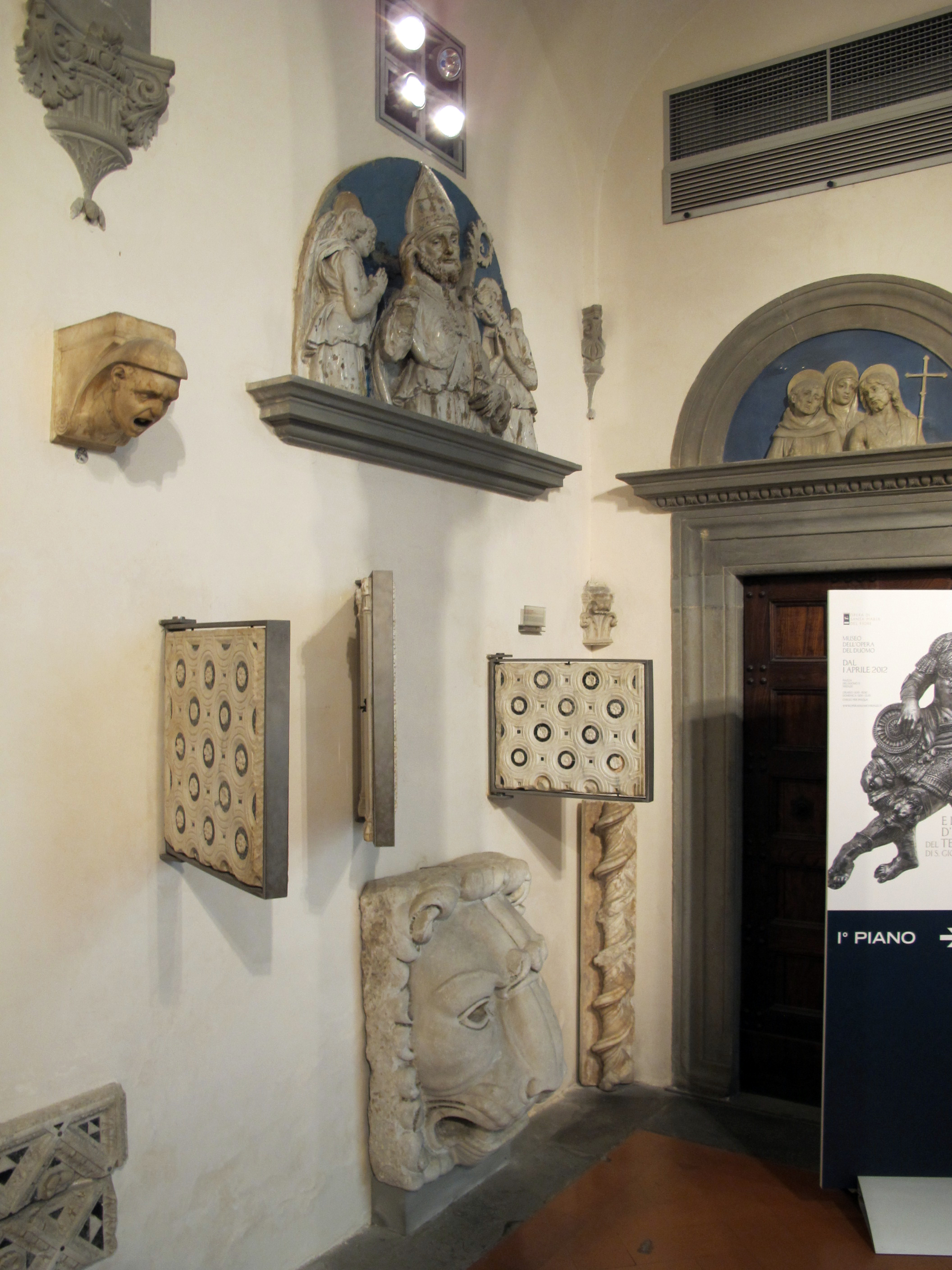
Експозиція мармурових стулок з двосторонніми орнаментами

## Інтер'єри музею

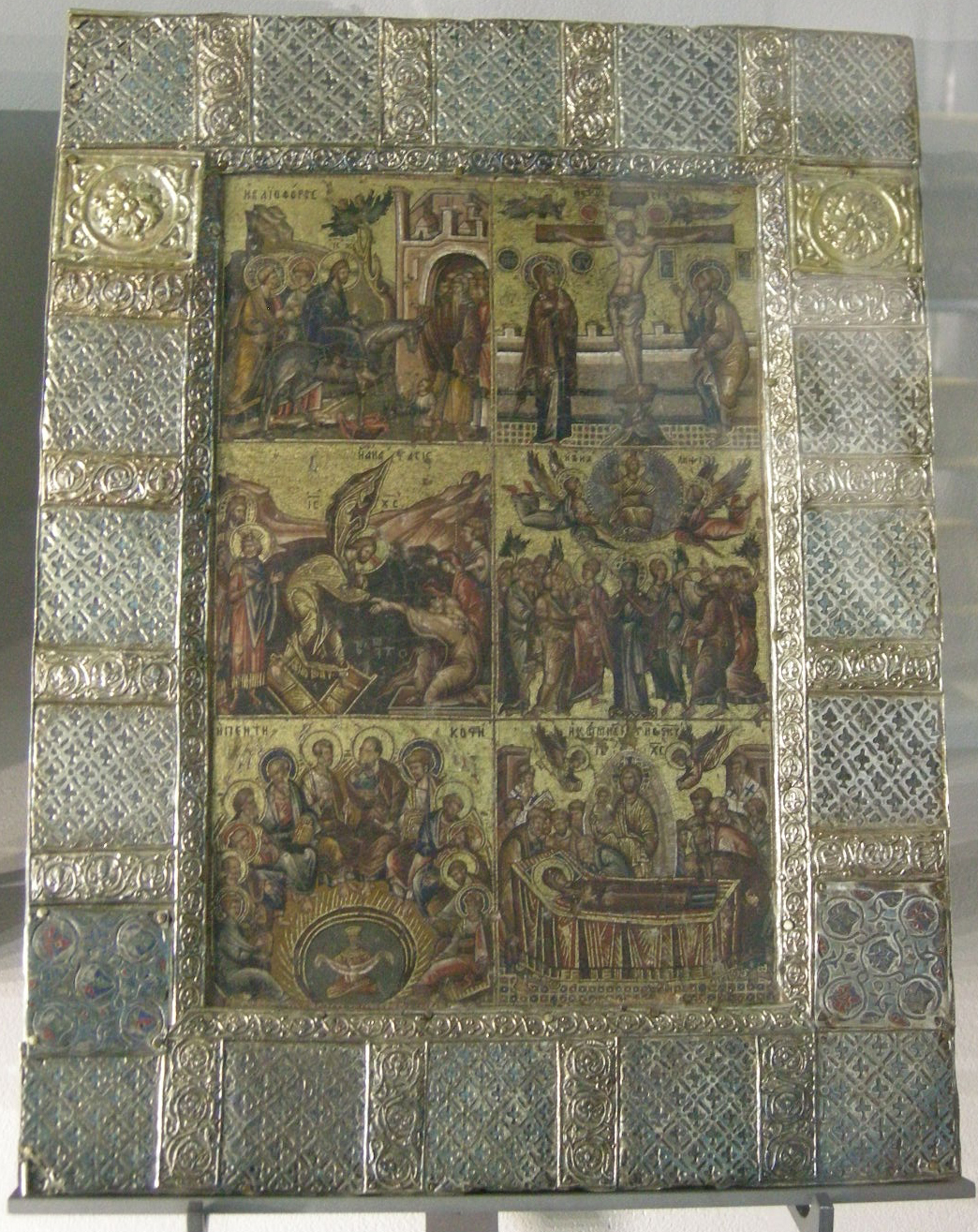
Візантійська ікона, техніка мініатюрної мозаїки
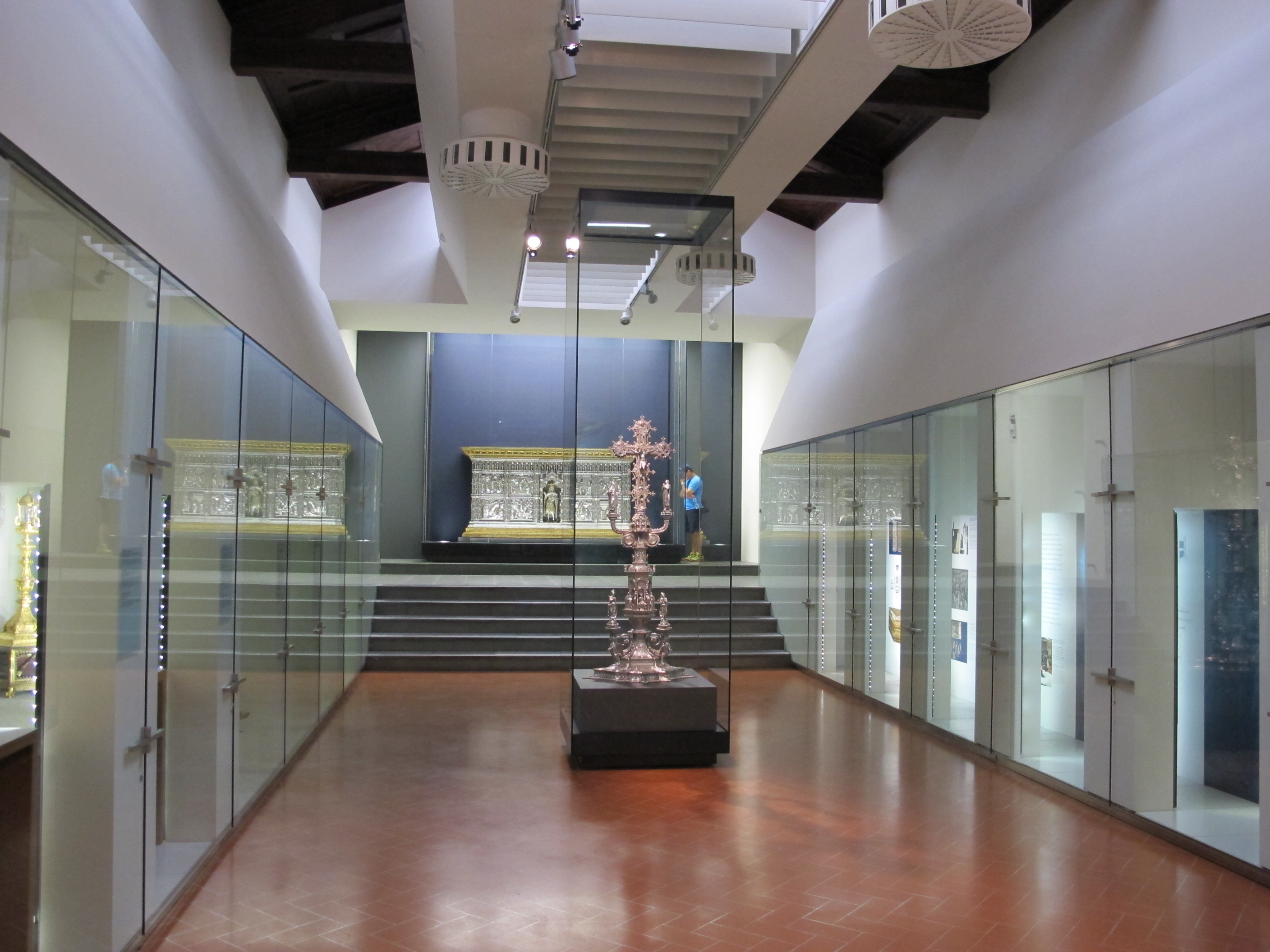
Зала з срібними виробами
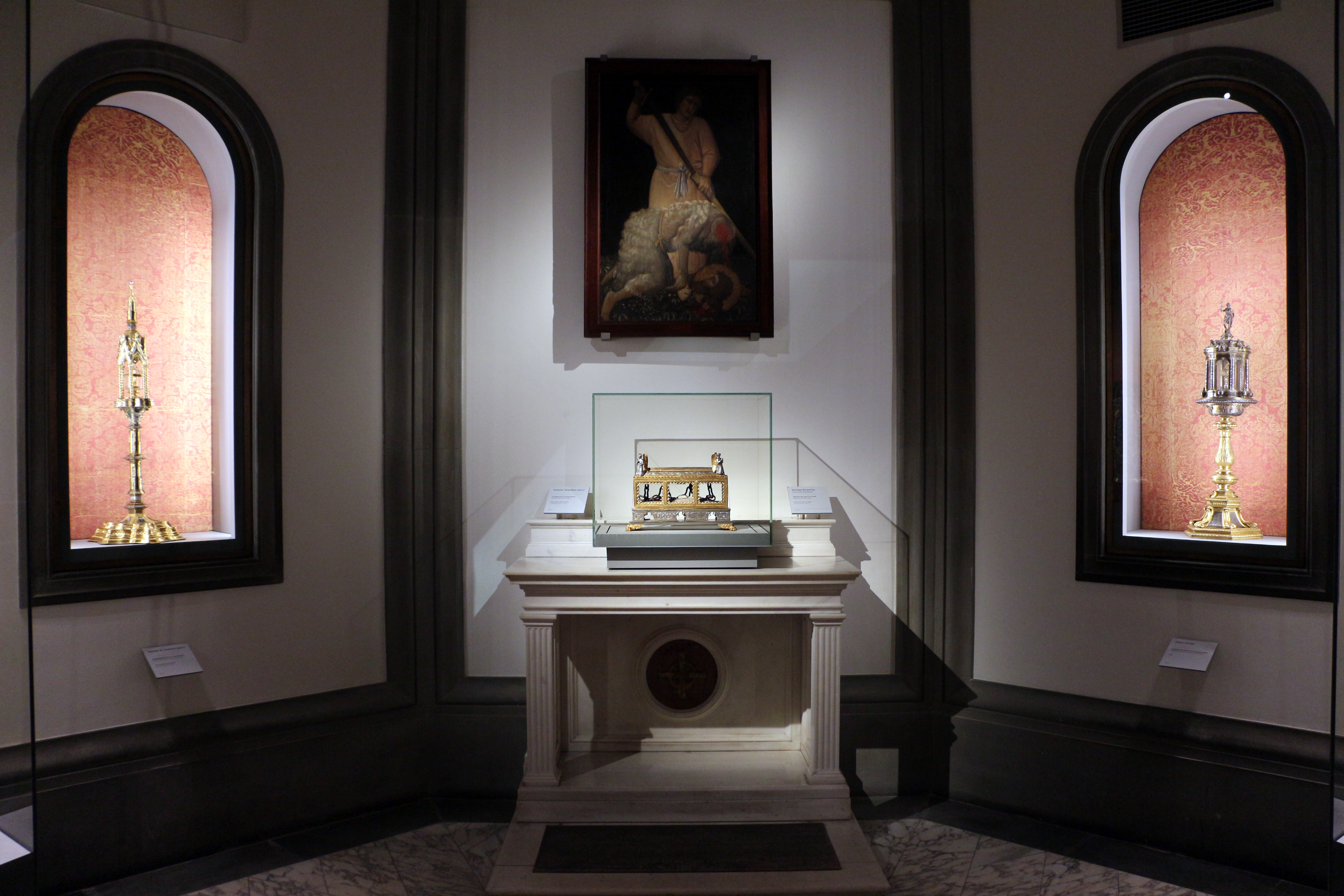
Ювелірні релікварії
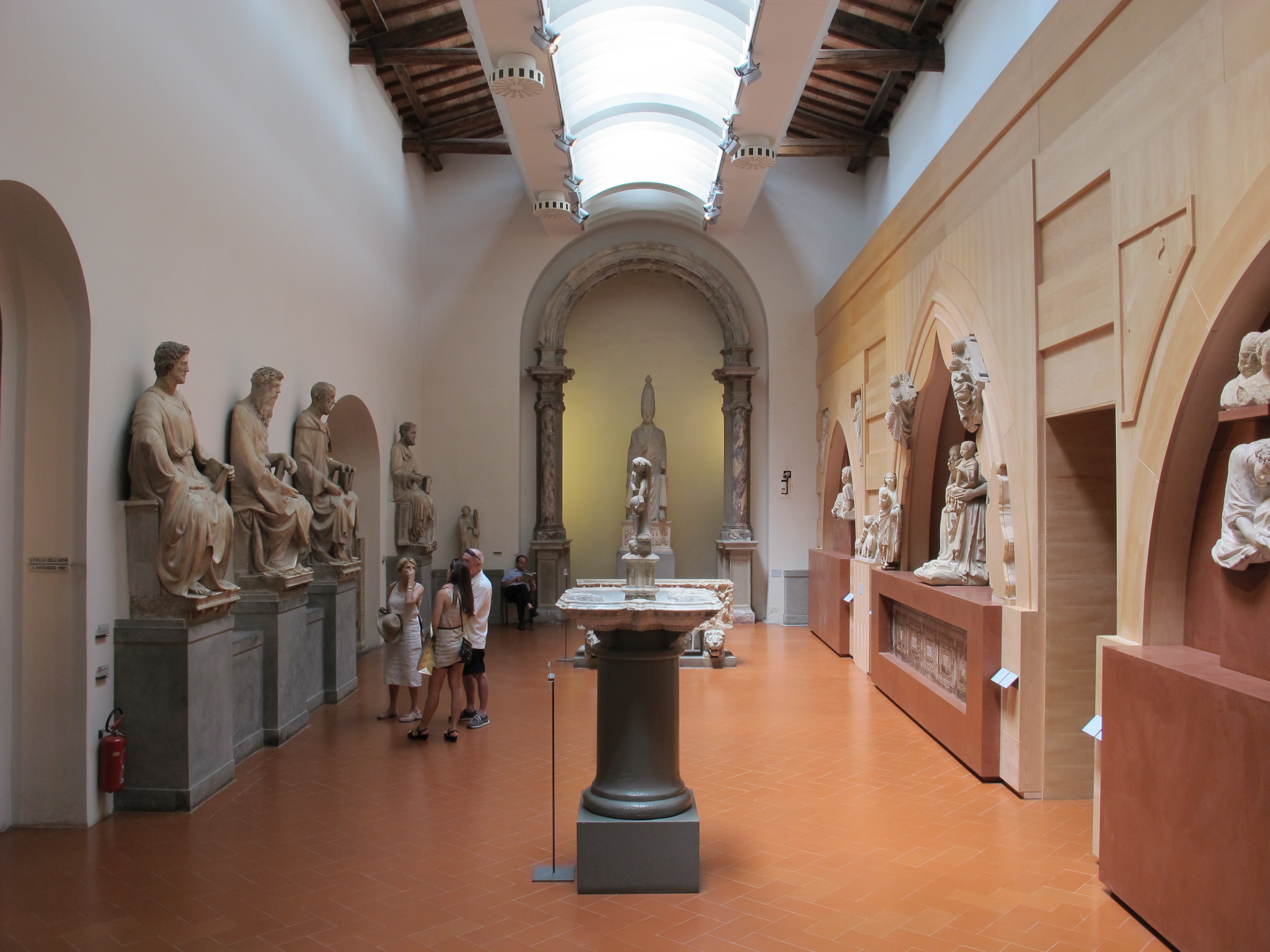
Зала з оригіналами скульптурного декору
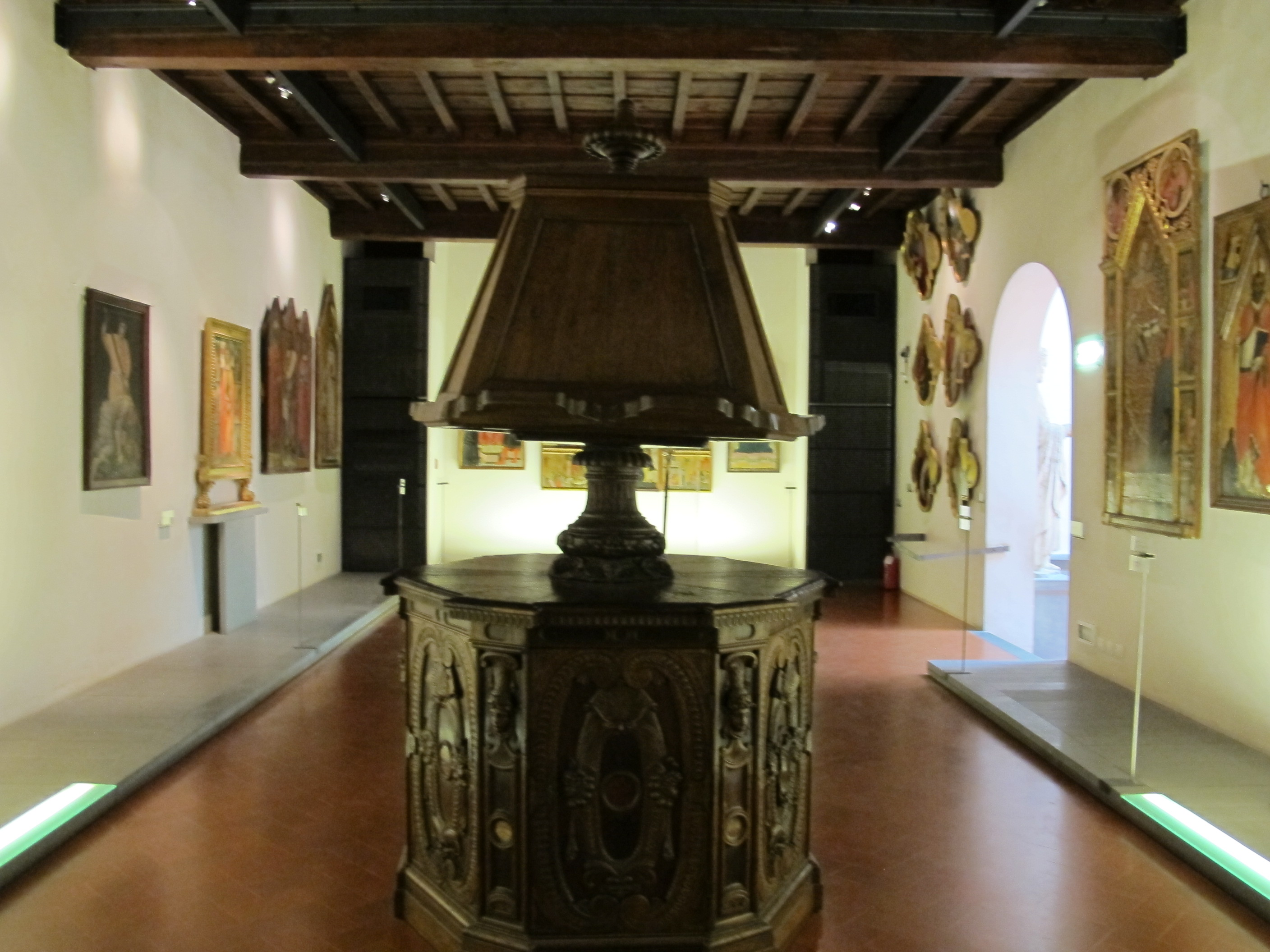
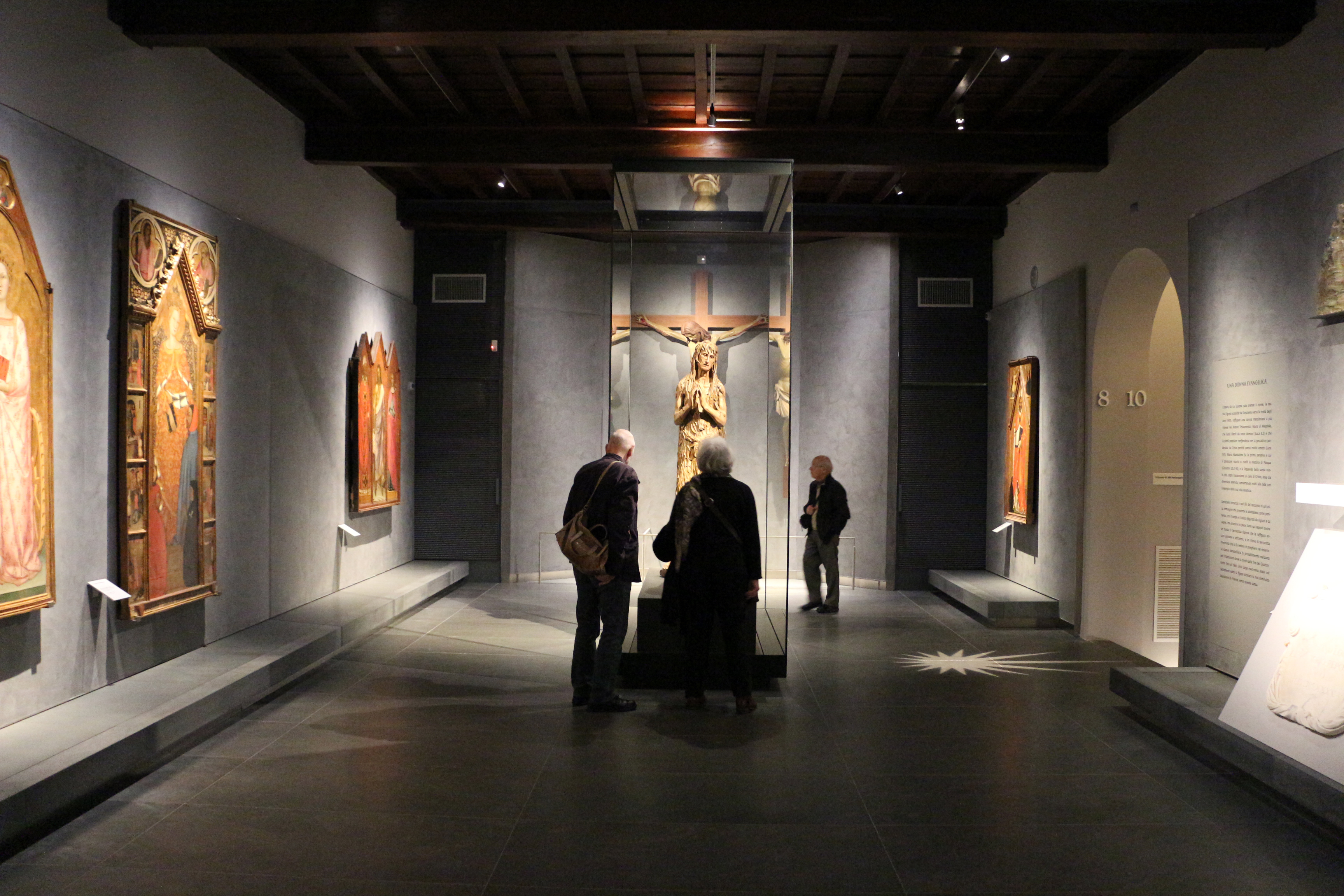
Зала зі скульптурою Марії Магдалини